# Lilla Kalvholmen, Pedersöre
Lilla Kalvholmen är en ö i Finland. Den ligger i sjön Larsmosjön och i kommunen Pedersöre i den ekonomiska regionen  Jakobstadsregionen  och landskapet Österbotten, i den centrala delen av landet, 400 km norr om huvudstaden Helsingfors. Öns area är 16,3 hektar och dess största längd är 0,8 kilometer i nord-sydlig riktning. I omgivningarna runt Lilla Kalvholmen växer i huvudsak blandskog.